# Евридика (вокално трио)
Вижте пояснителната страница за други значения на Евридика.
Вокално трио Евридика (на английски: Evridika Vocal trio) е българско вокално трио, съществуващо от 2010 г.
Членове на групата са Мария Александрова – сопран (Добруджанска фолклорна област), Радостина Стефанова – мецосопран (Пиринска фолклорна област) и Моника Божичкова – алт (Тракийска фолклорна област). Бивш член на триото в първите години от създаването му е Адела Марковска (алт).

## История
Вокално трио „Евридика“ е създадено в департамент „Музика“ на Нов български университет през септември 2010 г. по идея и под ръководството на доц. д-р Георги Петков (диригент и композитор). В репертоара на акапелния състав са включени художествено-творчески произведения на фолклорна основа от български композитори, написани през втората половина на ХХ век, както и съвременни произведения, написани специално за триото от Георги Петков. Цел на състава е запазване и развитие на българската фолклорно-певческа традиция и нейното акапелно сценично пресъздаване от млади професионално школувани народни певици.
Членовете на състава са възпитанички на НМУ „Любомир Пипков“ София в класовете по народно пеене на преподавателите Нелка Петкова и Светла Цветкова, а по-късно и студенти от департамент „Музика“ на НБУ в специалност „Български фолклорни изкуства – Народно пеене“. През годините вокално трио „Евридика“ участва в редица конкурси, става лауреат на осем първи награди и получава номинация за Гран при. При първата си поява на международен конкурс (септември 2010 г.) триото печели наградата за най-оригинален стил в изпълнението на Първия международен етно-поп-джаз конкурс „Звездни гласове над Царевец“. През март 2011 г. става носител на „Златна лира на Орфей“ от ХI национален музикално-фолклорен конкурс „Орфеево изворче“ гр. Стара Загора.
През юни 2011 г. авторитетно международно жури, с представители от Русия, Турция, Гърция, Румъния, Македония и България, присъжда „Лауреат на I награда“ и номинация за Гран при за представянето им в конкурсната програма на ХI международен младежки конкурс-фестивал „Фолклор без граници Добрич-Албена 2011“. През юли същата година триото печели I награда от V международен фолклорен фестивал „Пауталия 2011“. Следват още няколко първи награди от ХII международен младежки конкурс фестивал „Фолклор без граници Добрич-Албена 2012“ и от Международен фестивал на изкуствата „Утринна звезда“ – Банско 2012 г. Вокално трио „Евридика“ е носител на първа награда от международния конкурс „Пирин фолк – 2014“ в раздел вокални групи.
През пролетта на 2016 г. съставът представя българския песенен фолклор и художествени произведения за камерни вокални състави пред словашка публика и българи, живеещи в Словакия. Триото взима участие в международния фестивал „HUDBA SVETA Žilina“, по време на който се заражда идеята за съвместна песен със словашкия бенд „Balkansambel“. Песента е част от албума на групата „Slamastika“.
През октомври 2017 г. излиза едноименният дебютен албум на вокално трио „Евридика“. Той е издаден в 1000 екземпляра и включва 16 произведения, изпълнявани от състава:
1. Три звънца – обработка Петър Крумов
2. Снощи съм минал, кузум Еленке – обработка Петър Крумов
3. Мене ли любиш, любе – обработка Петър Крумов
4. Девойко, мъри, хубава – обработка Георги Петков
5. Мамо, мила, мамо – обработка Петър Крумов
6. Черешко ле – обработка Петър Крумов
7. Жъни, наваляй, невясто – обработка Георги Петков
8. Позаспа ли, Ягодо – обработка Петър Крумов, гъдулка – Бисер Соколов
9. Цъфнало цвеке шарено – обработка Георги Петков
10. Стойне ле, Стойне – обработка Стефан Кънев
11. Радка майка си думаше – обработка Георги Петков
12. Йово, Йовке ле – обработка Георги Петков
13. Тръгнала е малка мома – обработка Стефан Кънев
14. Море, чича рече да ме жени – обработка Георги Петков
15. Недината майка – обработка Георги Петков, оркестрация – Александър Райчев
16. Родопска китка – обработка Георги Петков, оркестрация – Иван Йосифов, гайда – Костадин Атанасов

## Други проекти
От 2013 г., Мария Александрова и Радостина Стефанова участват в световноизвестния женски хор „Български гласове – Ангелите“ с диригент Георги Петков. Певиците от вокално трио „Евридика“ са част и от създадения през 2013 г. проект „Еструна“, в който Георги Петков събира българската песенна традиция и фламенкото в единен художествен образ. Продуцент на проекта е „Джаз Плюс“, а в рамките му момичетата работят със световноизвестните музиканти Антонио Форчоне, Арканхел, Агустин Диасера и Дани де Морон. В репертоара влизат няколко класически фламенко песни, като „La leyenda del tiempo“ и La Aurora de Nueva York на Федерико Гарсия Лорка, авторски композиции на Арканхел (Quijote de los sueños), Антонио Форчоне (Alhambra, Nostalgia, Agua Dulce и Enamorado), както и произведенията от българския фолклор „Лале ли си, зюмбюл ли си“, „Руфинка болна легнала“ и „Снощи съм минал, кузум Еленке“.

## Изпълнявани произведения
Репертоарът на триото включва обработки на народни песни от почти всички големи фолклорни области на България, оригинални фолклорни образци и обработки на композиторите Стефан Кънев, Петър Крумов, Кирил Стефанов, Николай Кауфман, Боян Нанков, Георги Петков и др.
- Цъфнало цвеке шарено, обр. Георги Петков
- Тръгнала е малка мома, обр. Стефан Кънев
- Три звънца, обр. Петър Крумов
- Везден Рада, обр. Боян Нанков
- Трендафилчето, каланфирчето обр. Николай Кауфман

Съставът е изнесъл над 90 концерта в страната и чужбина и участва в мероприятия, организирани от Института за етнология и фолклористика при БАН и Министерството на културата, както и в предавания на БНР и БНТ.